# Petrom Flacăra Moreni
Le Petrom Flacăra Moreni est un club roumain de football basé à Moreni.

## Historique
- 1922 : fondation du club
- 1989 : le club se classe 4e du championnat de 1re division, ce qui constitue sa meilleure performance
- 1989 : 1re participation à une Coupe d'Europe (C3, saison 1989-1990)
- Le club est également connu sous les noms de Astra Română (de 1932 à 1950) et de Flacăra Automatica Moreni (de 1951 à 1989)

## Palmarès
- Championnat de Roumanie de deuxième division
  - Champion : 1986
  - Vice-champion : 1951
- Championnat de Roumanie de troisième division
  - Champion : 1947, 1972, 1973, 1976, 1979, 1984
  - Vice-champion : 1978, 2001
- Championnat de Roumanie de quatrième division
  - Vice-champion : 2013